# Athysanella lemhi
Athysanella lemhi är en insektsart som beskrevs av Hamilton 2002. Athysanella lemhi ingår i släktet Athysanella och familjen dvärgstritar. Inga underarter finns listade i Catalogue of Life.